# Wolfgang H. Fritze
Wolfgang Hermann Fritze (* 16. April 1916 in Naumburg (Saale); † 21. September 1991) war ein deutscher Historiker.

## Leben und Wirken
Wolfgang H. Fritze siedelte bereits 1925 nach Berlin über, da sein Vater als Kammergerichtsrat an das Preußische Kammergericht versetzt wurde. Von 1925 bis 1934 besuchte er das Arndt-Gymnasium in Berlin-Dahlem. Im Wintersemester 1934/35 begann er in Tübingen das Studium der Geschichte, Germanistik, Philosophie, Kunst- und Rechtsgeschichte sowie der Staatsrechtslehre. Von 1936 bis 1938 leistete er seinen Wehrdienst. Anschließend studierte er 1938/39 in Wien. Im Jahr 1939 besuchte er die Friedrich-Wilhelms-Universität Berlin. Auf Rat seines Berliner Lehrers Otto Hoetzsch wechselte er von der deutschen zur slawischen Philologie. Fritze lernte die russische, polnische, ukrainische und tschechische Sprache. Im Dezember 1939 wurde er von der Wehrmacht eingezogen. Fritze kämpfte im Südabschnitt an der Ostfront. Er geriet für vier Monate in amerikanische Kriegsgefangenschaft.
In Marburg führte er im Wintersemester 1945/46 das Studium fort. Neben Otto Hoetzsch waren seine wichtigsten akademischen Lehrer Otto Brunner, Heinrich von Srbik, Edmund E. Stengel, Max Vasmer, Rudolf Bultmann und Paul Tillich. Im 1952 wurde er dort bei Stengel promoviert mit Untersuchungen zur frühslawischen und frühfränkischen Geschichte. Die Arbeit wurde 1994 nach Fritzes Tod gedruckt. Fritze folgte Walter Schlesinger, den er in Marburg kennenlernte, als Assistent an die FU Berlin. 1959 erfolgte dort seine Habilitation mit einer Arbeit über das Abodritenreich. Seit 1960 war Fritze Privatdozent, 1962 wurde er wissenschaftlicher Rat, 1965 außerplanmäßiger Professor und 1969 ordentlicher Professor für Mittelalterliche Geschichte mit den Schwerpunkten Frühmittelalter und Geschichte Ostmitteleuropas. Einen Ruf als ordentlicher Professor für mittelalterliche Geschichte an die TH Berlin lehnte er 1970 ab.
Fritze war Begründer und Leiter der am Friedrich-Meinecke-Institut gebildeten interdisziplinären Arbeitsgemeinschaft „Germania Slavica“, die sich der Erforschung der vorkolonialen und hochmittelalterlichen Besiedlung in Ostmitteleuropa widmete. Die Forschungsergebnisse sind in fünf Bänden in der Reihe Berliner Historische Studien veröffentlicht worden. Im Jahr 1979 trat er aus gesundheitlichen Gründen in den vorzeitigen Ruhestand.
Seine Dissertation und seine Aufsätze über die Bedeutung der Awaren für die slawische Ausdehnungsbewegung im frühen Mittelalter sowie der Aufsatz über die Slawen im angelsächsischen Missionsprogramm machten Fritze zu einem führenden Experten für die westslawische Geschichte im Frühmittelalter. Ein weiterer Schwerpunkt war die christliche Mission im frühmittelalterlichen Europa. Fritze war im Jahr 1983 maßgeblich an der Ausstellung „Slawen und Deutsche zwischen Elbe und Oder. Vor 1000 Jahren: Der Slawenaufstand von 983“ beteiligt. Über den Slawenaufstand von 983 verfasste er einen einschlägigen Aufsatz. Fritze beschäftigte sich auch mit der frühen Geschichte der Mark Brandenburg. Dazu veröffentlichte er einen Beitrag über Teltow und Barnim (1971). In Vorbereitung zur 750-Jahr-Feier von Berlin im Jahr 1987 forschte Fritze verstärkt zu seiner Heimatstadt. Er veröffentlichte Beiträge über die frühe Besiedlung des Bäketales und die Entstehungsgeschichte Berlins (1985), zum Namen des Barnims (1986) und zu den Spandauer Stadtrechtsurkunden von 1232 und 1240 (1987). Intensiv befasste er sich in seinen späten Lebensjahren mit der Geschichte von Berlin-Dahlem.
Für seine Forschungen wurden Fritze zahlreiche wissenschaftliche Ehrungen und Mitgliedschaften zugesprochen. Fritze war ordentliches Mitglied im Johann Gottfried Herder-Forschungsrat und der Kommission für die Altertumskunde Mittel- und Nordeuropas der Akademie der Wissenschaften zu Göttingen.

## Schriften (Auswahl)
- Untersuchungen zur frühslawischen und frühfränkischen Geschichte bis ins 7. Jahrhundert (= Europäische Hochschulschriften. Reihe 3: Geschichte und ihre Hilfswissenschaften. Bd. 581). Lang, Frankfurt am Main u. a. 1994, ISBN 3-631-46669-2.
- Frühzeit zwischen Ostsee und Donau. Ausgewählte Beiträge zum geschichtlichen Werden im östlichen Mitteleuropa vom 6. bis zum 13. Jahrhundert (= Germania Slavica. Bd. 3 = Berliner historische Studien. Bd. 6). Herausgegeben von Ludolf Kuchenbuch und Winfried Schich. Duncker und Humblot, Berlin 1982, ISBN 3-428-05151-3.